# St Saviour's Cathedral, Goulburn
St Saviour's Cathedral är en katedral belägen i Goulburn i New South Wales i Australien som tillhör den anglikanska kyrkogemenskapen. Katedralen ritades av Edmund Blacket år 1871, det dröjde tre år, tills 1874, innan byggande påbörjades. Katderalen invigdes tio år senare, 1884, dock utan  ett klocktorn. Katedralens klocktorn byggdes år 1988, och sedan 2006 har klocktornet 13 klockor.

## Klockorna
Domkyrkans klocktorn byggdes år 1988 med åtta klockor, ytterligare två klockor kom år 1994, och dessa följdes av två till år 2005 som gav klocktornet tolv klockor. Klocktornets 13:e och sista klocka installerades år 2006. St Saviour's Cathedral är den enda katedralen utanför ett storstadsområde på södra halvklotet som har tolv eller fler klockor.